# Freak (песня)
«Freak» (с англ. — «Чудак») — песня американской певицы и автора песен Ланы Дель Рей с её четвёртого студийного альбома Honeymoon, выпущенного 18 сентября 2015 года. Авторами трека являются сама певица и часто работающий с нею автор и продюсер Рик Ноуэлс. Продюсировал трек Киерон Мэнзиес. Песня была записана в 2015 году на студии звукозаписи The Green Building в Санта-Монике.

## Создание и релиз
Песня «Freak» была записана в 2015 году на студии The Green Building в Санта-Монике, штат Калифорния. Авторами композиции являются Лана Дель Рей и часто работающий с ней музыкант и продюсер Рик Ноуэлсом. Продюсировал трек Киерон Мэнзиес. Впервые, отрывок песни был представлен в промо-ролике к четвёртому студийному альбома Дель Рей, Honeymoon, наряду с песнями «Terrence Loves You», «Music to Watch Boys To» и «High by the Beach». Премьера видео состоялась за 10 дней до выхода альбома, 8 сентября 2015 года. 25 января 2016 года, Дель Рей объявила в собственном аккаунте Instagram о выпуске музыкального видео на композицию.

## Реакция критиков
Песня получила положительные отзывы от современных музыкальных критиков. Эми Дэвидсон из DigitalSpy заявила, что Дель Рей: «станцует с вами в замедленном режиме, прежде чем наклонится для того, чтобы нашептать вам на ухо „будь чудаком, как я“». Она также добавила, что преданность Дель Рей „безумному“ тексту напоминает R&B 90-х годов, но звучит намного круче. Джессика Хоуппер из Pitchfork Media сказала, что „разветвленная“ Дель Рей перешла от «привычной поп-музыки» до включения в свои композиции текстов про калифорнийских девушек, а именно в такие песни, как «Freak», «Art Deco» и «High by the Beach». Позже, Хоуппер продолжала восхищаться переключением из попсы в лирический стиль, отобранный в песне.

## Музыкальное видео

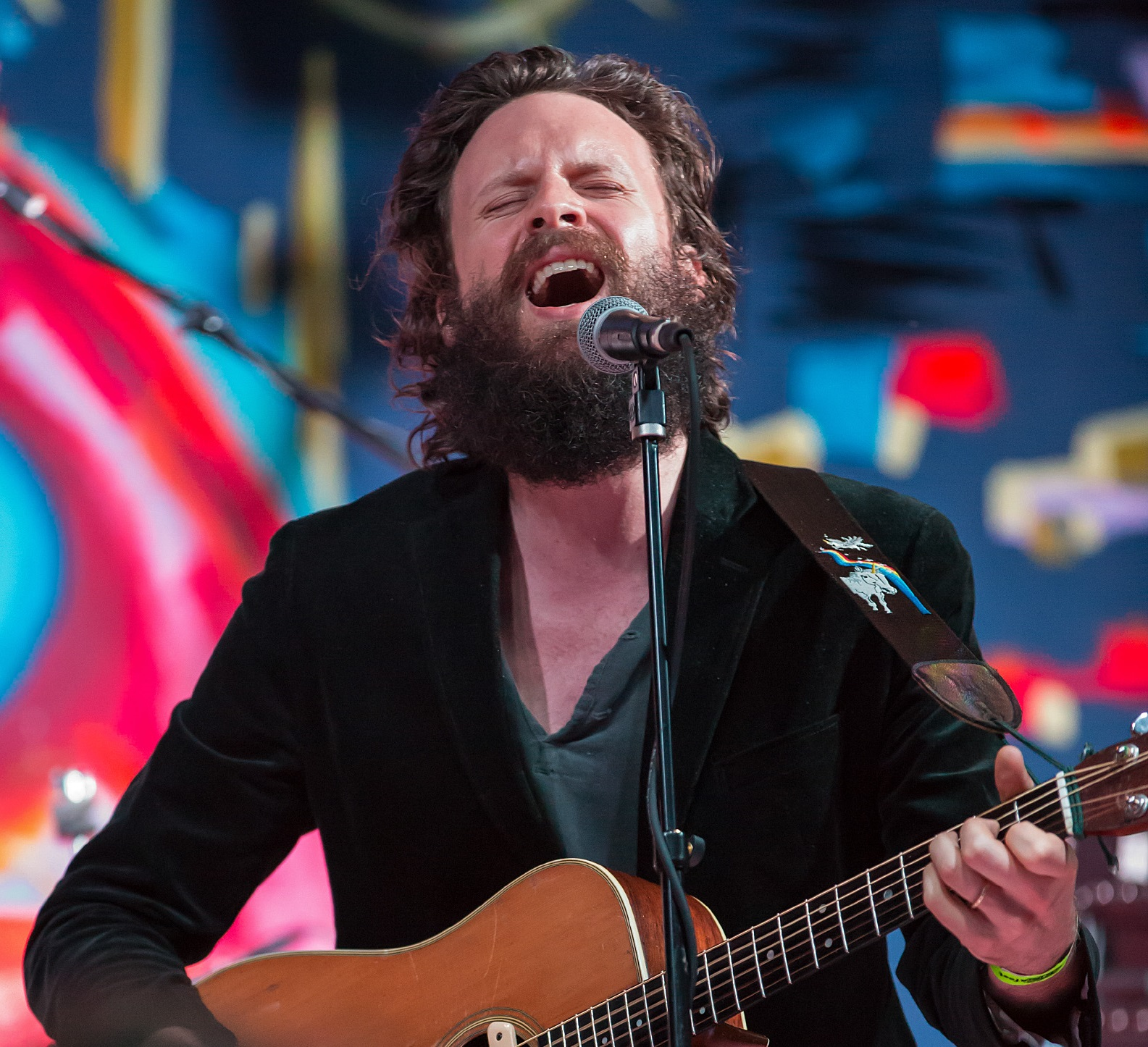
Американский исполнитель Джошуа Тилман снялся в музыкальном видео «Freak»

25 января 2016 года в Twitter, Дель Рей подтвердила, что музыкальное видео на композицию снято. Позже, она рассказала, что премьера клипа состоится 9 февраля 2016 года, также добавив, что в видео примут участие девушки из клипа на песню «Music to Watch Boys To» и известный американский музыкант и исполнитель Джошуа Тилман, более известный под псевдонимом Father John Misty. Отрывки музыкального видео на трек были представлены в промо-ролике к альбому Honeymoon, премьера которого состоялась 8 сентября 2015 года. По сюжету музыкального видео, чудак, которого сыграл Тилман, приезжает в Калифорнию, и проводя время с героиней Дель Рей, принимает ЛСД. У чудака начинаются галлюцинации. В конце видео были показаны девушки из видео «Music To Watch Boys To», плавающие в воде под сюиту «Clair de Lune» французского композитора Клода Дебюсси. Режиссёром музыкального видео выступила сама певица.

### Выпуск и реакция критиков
Премьера музыкального видео на песню «Freak» состоялась 10 февраля 2016 года в театре The Wiltern; премьера видео на композицию в сети состоялась в тот же день на официальном канале певицы в YouTube. Музыкальное видео получило положительные отзывы от современных музыкальных критиков. Алекс Янг с сайта Consequence of Sound описал клип, как «неотразимый, знойно-визуальный». Нолан Фиини из журнала Time предположил, что „экстравагантный“ короткометражный фильм может стать одним из лучших музыкальных видео 2016 года.

## Список композиций
| №  | Название | Автор(ы)                  | Продюсер(ы)               | Длительность |
| -- | -------- | ------------------------- | ------------------------- | ------------ |
| 1. | «Freak»  | Лана Дель Рей, Рик Ноуэлс | Дель Рей, Ноуэлс, Мэнзиес | 4:55         |

## Участники записи
Данные взяты с сайта Discogs.
| - Лана Дель Рей — вокал, автор, продюсер, меллотрон - Рик Ноуэлс — автор, продюсер, басс, электрогитара, синтезатор - Киерон Мэнзиес — продюсер, басс 808, ударные, перкуссия | - Леон Матчелз — саксофон, синтезатор - Расти Андерсон — эффекты гитары - Песня издана на R-Rated Music, EMI April, Music Inc (Global Music Rights), Sony/ATV Music Publishing | - Записана на студии The Green Building, Санта-Моника, Калифорния, США - Мастеринг песни произведен Адамом Айаном на студии Gateway Mastering Studio, Портленд, Мэн, США |

## История релиза
| Регион | Дата           | Формат               | Лейбл               | П.    |
| ------ | -------------- | -------------------- | ------------------- | ----- |
| Земля  | 9 февраля 2016 | Цифровая дистрибуция | Interscope, Polydor | [ 2 ] |